# NUC Volleyball
NUC Volleyball (franska: Neuchâtel Université Club Volleyball) är en volleybollklubb från Neuchâtel, Schweiz.
Klubben grundades 1989 genom en sammanslagning av klubben Neuchâtel-Sports (grundad 1961) med det lokala universitetslaget. Klubben spelar i Nationalliga A (högsta serien) sedan 2009. I tävlingssammanhang använder de namnet Viteos NUC efter huvudsponsorn Viteos De har blivit schweiziska mästare tre gånger (2019, 2021 och 2022) och har spelat i de stora europeiska klubbcuperna (CEV Champions League, CEV Cup och CEV Challenge Cup) kontinuerligt sedan 2010